# Kernok le pirate
Kernok le pirate est un court roman d'Eugène Sue paru en 1830. 
Le roman paraît d'abord en trois feuilletons dans le journal La Mode avant d'être publié en volume.

## Résumé
Le récit commence sur une côte bretonne où vit un écorcheur avec son épouse sorcière et leur fils idiot. Ils reçoivent la visite du pirate Kernok. Celui-ci, à la demande de sa maîtresse noire Mélie, est venu consulter la femme pour connaître son avenir. Après une invocation, elle lui rappelle qu'il a du sang sur les mains (Kernok a en effet tué le commandant dont il était le second en le poignardant et en le jetant à la mer). Lors de l'invocation des esprits, l'idiot frappe treize fois sur un crâne de cheval, et la sorcière annonce à Kernok que lui et sa maîtresse n'ont plus que treize jours à vivre. Des images fantastiques apparaissent alors au pirate qui finit par s'évanouir. À son réveil, il se retrouve seul dans la maison… 
Pendant ce temps, sur le navire l'Épervier, le second de Kernok, Zeli, attend son capitaine avec impatience. Il passe sa mauvaise humeur sur le mousse Grain-de-sel. Kernok rentre finalement sur le bateau, visiblement furieux de ce que lui a prédit la sorcière. Il n'en dit rien cependant à Mélie qu'il aime et qui lui est dévouée. Le bateau est prêt à partir mais l'on attend encore qu'un matelot arrive. Il est en fait resté pour veiller sa mère mourante. Quand il arrive enfin, Kernok décide de le punir sans pitié pour son retard et le fait fouetter presque à mort avec une corde.
En mer, Kernok arraisonne un navire. Après une violente lutte, les pirates l'emportent. Ils trouvent un énorme butin à l'intérieur du navire. Une fête est alors organisée sur l'Épervier. C'est une véritable orgie. Kernok a promis pour le soir une surprise à son équipage. Les marins ennemis qui ont survécu, pour la plupart blessés ou garrottés, ont été laissés dans leur navire. Le feu y est mis. Kernok et son équipage observent avec joie le navire brûler et s'abîmer dans les eaux, au milieu des flammes et des cris de désespoir des marins qui y sont prisonniers.
Le lendemain, le pont est dans un désordre complet et les pirates sont endormis sous l'effet de l'alcool. Un matelot aperçoit cependant un vaisseau anglais qui semble lancer à leur chasse. Kernok commande des manœuvres pour échapper au navire ennemi. Conscient des risques à venir, il demande également à Mélie de se cacher dans la cale et de ne pas en bouger. Mais le vaisseau anglais se rapproche et commence à attaquer au canon l'Épervier. Les pirates répondent de la même manière. C'est un carnage. 
M. Durand, le charpentier-médecin du bateau, est sollicité de toutes parts, pour réparer les nombreuses avaries et soigner les blessés qui s'accumulent. Le second, Zeli, a eu une jambe arrachée. Avant de mourir, il demande à M. Durand de donner sa montre à Grain-de-Sel. Pendant ce temps, la bataille continue de faire rage et les pirates se retrouvent bientôt sans boulets. Le navire anglais s'approche pour les aborder et les massacrer. La situation semble désespérée quand Kernok a une idée étonnante. Il ordonne aux hommes encore valides de bourrer les canons de pièces prises au butin et d'attendre que le navire anglais soit bord à bord du leur. Quand les Anglais sont tout proches de l'Épervier, les canons pirates font feu, provoquant un carnage chez les Anglais. Presque aucun n'a survécu a ces coups de canon à bout portant. Malgré de nombreux morts et blessés dans leur camp, c'est une victoire pour les pirates. 
Kernok souhaite alors célébrer cette victoire avec sa maîtresse Mélie mais Grain-de-Sel lui apprend qu'elle est morte. Elle a été broyée par un boulet de canon. Assez étrangement, les restes de son cadavre ont atténué l'effet du boulet et empêché une avarie grave. Kernok demande à être laissé seul. Il se livre à son désespoir pendant deux heures, avant de jeter le corps de Mélie à la mer et de remonter sur le pont. Il ordonne alors que tous les blessés sérieux soient amenés sur le navire anglais. Malgré l'incompréhension qui se manifeste dans l'équipage, on s'exécute. Kernok a en fait prévu d'abandonner ces hommes. 
L' Épervier est encore loin de la côte et les vivres et l'eau ne seront pas suffisants pour un équipage composé de blessés (qui, comme le dit M. Durand, boivent beaucoup plus que des valides). Il décide donc d'abandonner sans pitié les bouches inutiles. Laissés dans un navire sans nourriture, ils seront vite condamnés à se dévorer entre eux. Aux protestations de l'équipage, Kernok répond qu'ils ne survivront pas sans faire ce sacrifice et que la part du butin sera plus importante pour les survivants, ce qui achève de convaincre les derniers récalcitrants. L'Épervier part donc, alors que certains des malheureux abandonnés se jettent à l'eau pour échapper au terrible destin qui les attend. 
Le roman reprend vingt après. A une taverne, deux hommes parlent avec tristesse du passé et du capitaine Kernok mort tout récemment… Il s'agit de M. Durand et de l'ancien matelot Grain-de-Sel. À travers leur discussion, on apprend qu'après leur terrible bataille contre le navire anglais, les pirates ont abordé les côtes bretonnes et ont abandonné la vie de mer. Avec l'argent du butin (moins ce qu'en a prélevé la douane), ils se sont installés et ont vécu de leurs rentes, se mêlant à la population comme des villageois ordinaires.
Kernok s'est ainsi fait passer pour un ancien négociant. M. Durand et Grain-de-Sel se souviennent avec émotion de leurs aventures, de la mort de Zélie (dont Grain-de-Sel a toujours conservé la montre) mais surtout de leur capitaine. Kernok est mort brûlé chez lui, après une vie sur terre à la fois rangée (il allait chaque dimanche à la messe et s'y assoupissait) et haute en couleur (il a courtisé bien des femmes). On assiste enfin à l'enterrement de Kernok. Le prêtre prononce une oraison funèbre très élogieuse, mais très loin de la réalité. Kernok y est présenté comme un brave négociant, honnête et respectant Dieu, ce qui amuse et agace M. Durand. Finalement, alors que tout le monde s'est retiré, les deux camarades restent près de la tombe de Kernok, en proie à la mélancolie.

## Violence et comique
- Si vous ne connaissez pas le sujet, laissez ce bandeau (vous pouvez alors contacter les auteurs).
- Si vous supprimez le contenu mis en cause (vous pouvez préalablement contacter les auteurs),

argumentez précisément cette suppression dans la page de discussion
(un manque de référence n'est pas un argument ; une recherche réelle de référence doit avoir été effectuée, être formellement documentée).
Kernok le pirate est un roman d'aventures et comporte un certain nombre de scènes d'action souvent très meurtrières : matelot battu à mort, jeune femme broyée par un boulet, hommes brûlés vifs ou abandonnés en mer… Eugène Sue reprend ainsi certains codes du roman de pirates initié par James Fenimore Cooper.
Même si cette violence n'est pas neutre et débouche sur de réels moments dramatiques, le récit est surtout marqué par l'humour noir. Le comique est en effet omniprésent, que ce soit par l'ironie de la narration ou la truculence des personnages et des situations (Zélie donnant un coup de pied au derrière de Grain-de-Sel, les pirates pendant leur orgie…). Sans jamais aller jusqu'à la parodie, certains passages dramatiques sont traités sur un mode ironique (Zeli mourant et plaisantant sur sa jambe arrachée, mort de Kernok enflammé parce qu'il aurait trop bu…). 
La fin du roman est particulièrement ironique. Kernok, ce terrible pirate, finit comme un homme rangé, bon bourgeois, respecté de ses concitoyens et du prêtre de la paroisse. Sue se moque ainsi de la superficialité du jugement social et d'une Église dont le langage et les principes ont perdu leur sens.

## Jugement sur l’œuvre
Honoré de Balzac est enthousiasmé par le roman. Dès 1830, il écrit au directeur de La Silhouette : « Oh ! que j'ai admirablement conçu les corsaires, les aventuriers, les vies d'opposition : et là je me disais : la vie, c'est du courage, de bonnes carabines, l'art de se diriger en pleine mer et la haine de l'homme (de l'Anglais par exemple). Oh ! trente gaillards qui s'entendraient et mettraient bas les principes comme M. Kernok ! »[réf. nécessaire].
Le 10 janvier 1831, dans le journal Le Voleur, il vante encore les qualités du roman : « M. Eugène Sue a donné dans La Mode la ravissante marine de Kernok, révélant avec modestie un talent frais et gracieux qui grandira car il est jeune, très jeune »[source insuffisante].